# Seilerei Kislig
Die Seilerei Kislig in Winterthur gehört als Seilerei zu den ältesten und traditionsreichsten Handwerksbetrieben der Stadt und gilt als der letzte Betrieb dieser Art in der Schweiz.
Das Werkstattgebäude ist im städtischen Inventar schützenswerter Objekte aufgeführt.

## Geschichte
Die Seilerei wurde 1878 gegründet und war 80 Jahre lang im Besitz der Familie Kislig. Beim Besitzerwechsel 2002 wurde der Namen als Markenzeichen beibehalten.
Das Seilergebäude an der Breitestrasse in Winterthur ist im Originalzustand erhalten. Das gilt insbesondere für die Werkstatt, wo antiquarische Originalschautafeln, Werbeplakate und das Porträt von General Guisan an der Holzwand hängen.  Der niedere, holzschopfähnliche Bau ist rund hundert Meter lang und vier Meter breit. Form und Grösse sind durch den Verwendungszweck bestimmt, werden darin doch seit über 140 Jahren Seile, Stricke und Taue hergestellt. Die Seilprodukte werden noch heute nach alter Tradition gefertigt.
Die Maschinen sind teilweise noch aus der Anfangszeit des Betriebs und über hundertjährig. Dazu kommen Oldtimer von Konkurrenten, die weil veraltet und nicht mehr den Produktionsstandards entsprechend ausrangiert wurden. Diese finden dann in der Spezialitätenwerkstatt Seilerei Kislig weitere Verwendung.
Der jetzige Besitzer, ein gelernter Zimmermann und Bauführer wurde auf die Seilerei aufmerksam, als er für seinen damaligen Arbeitgeber ein Spezialseil benötigte und die Seilerei von Albert Kislig aufsuchte. Er war an der Seilerei so fasziniert, dass er bei Seilermeister Kislig eine dreijährige Lehre absolvierte. Nach erfolgreichem Lehrabschluss übergab der 80-jährige Seilermeister den Betrieb seinem ehemaligen Lehrling.
Die Produktepalette des Kleinunternehmens reicht von Gebrauchsseilen oder -tauen zu Spezialseilen in Einzelanfertigung wie Rolladenseile, Zauberseil, Baumwollseile, Heunetze, Verlängerungskabel, Seilgarderoben, Antriebsseile für Uhren, Zündlunten, Springseile, Trapeze und Vertikalseile oder Armbrustsaiten. Die Produkte werden vor Ort verkauft und können auch übers Internet bestellt werden.
Das Material für die Seile kann aus Naturfasern (Hanf, Jute, Kokos, Sisal, Manila, Flachs und Baumwolle), Kunstfasern (Polyamid, Polyester, Polypropylen und Acryl), Hightechfasern (Aramide, Dynema) oder Draht bestehen.
Die Kunden sind Privatpersonen, Artisten, Theater, Landwirtschaft, Forstwirtschaft, Baugewerbe, Zirkus, Spielplatzbauer, Uhrenmacher, Tierfreunde, Fesselkünstler und Pfadfinder.
Für interessierte Besucher dieser besonderen Werkstatt werden regelmässig Führungen mit Apéros für Firmenfeste, Vereinsausflüge oder andere Anlässe organisiert, an denen die Gäste Einblicke in das alte Handwerk gewinnen können.